# Okazionalismus (lingvistika)
Okazionalismus (slovo příležitostné, slovo individuálně tvořené, slovo autorské, slovo individuálně autorské) je lexém vyskytující se v jazyce mimořádně, řídce, náhodně, příležitostně, jen s malou nebo žádnou možností včlenit se do lexikálního systému. Vznikají jako řešení aktuálního komunikačního problému, proto je jejich možnost včlenit se do standardního jazyka malá.
Vznikají jak v textech uměleckých a esejistických, tak v textech publicistických a odborných. Typickými případy jsou kontextové neologismy a umělecké a básnické neologismy. Speciálním případem jsou dětské okazionalismy. Jsou příznakem jazykové kreativity a dynamických tendencí v řeči a jazyce. Z hlediska četnosti výskytu se označují jako slova řídká.
Příklady okazionalismů v češtině: zbezhlavět, jablkoholik, jánapřítelismus. Průvodním příznakem může být expresivita, depreciace, vtip či ironie, analogie (slyšák jako paralela ke slovu divák) a podobně. Motivací může být též snaha po přesnějším vyjádření, přesnějším významovém odstínění (např. rozlišení nenávistnost – nenávist, podnikač – podnikavec – podnikatel apod.).
Ač někdy jsou okazionalismy označovány jako příležitostné neologismy, od neologismů jsou rozlišovány. Zatímco neologismy jsou slova, která byla přijata jazykovým společenstvím do širšího užívání, okazionalismy si uchovávají svou novost, neobvyklost a výrazovou neotřelost nezávisle na době, kdy byly utvořeny. Dále jsou okazionalismy odlišovány od slov efemérních, tj. užívaných krátkodobě.
Okazionalismy v širším pojetí jsou všechna slova tvořená příležitostně v řeči bez ohledu na to, zda jsou tvořena pravidelně, nebo zda porušují jistá slovotvorná pravidla. V užším pojetí se za okazionalismy pokládají pouze nepravidelně až deformovaně tvořené útvary, zatímco ta slova, která vznikají téměř paradigmaticky podle velmi produktivních slovotvorných typů nebo realizují slovotvorný potenciál odvozujícího slova a doplňují prázdná místa v jeho slovotvorném paradigmatu, se označují jako slova potenciální (např. zviditelňovatel, zanikavost).